# Toranosuke Katayama
Toranosuke Katayama (片山 虎之助, Katayama Toranosuke) est un homme politique japonais né le 2 août 1935 à Kasaoka. Membre du Parti libéral-démocrate, il est ministre des Affaires intérieures et des Communications du 6 janvier 2001 au 22 septembre 2003. En 2021, il est président du Parti japonais de l'innovation.